# Marel
Marel hf (NASDAQ OMX: MARL) er en islandsk virksomhed der leverer udstyr, systemer og services til fødevareforarbejdningsindustrien.
Marel fokuserer på fjerkræ, fisk, kød og yderligere forarbejdning. Virksomheden har arbejdet med teknologiske forbedringer inden for filetering af fiskefileter.
Ved udgangen af 2010 havde Marel 3.919 medarbejdere og en årlig omsætning på € 668 millioner.

## Historie
Marel er grundlagt 17. marts 1983 og har hovedsæde i Garðabær, ved Reykjavik. Virksomhedens mærker inkluderer Marel, Stork Poultry Processing og Townsend Further Processing.
I 2007 skiftede Marel navn til Marel Food Systems. Alligevel skiftede virksomheden efter overtagelsen af Stork Food Systems i 2010 navnet tilbage til Marel.